# Chevron (héraldique)
Pour les articles homonymes, voir Chevron.

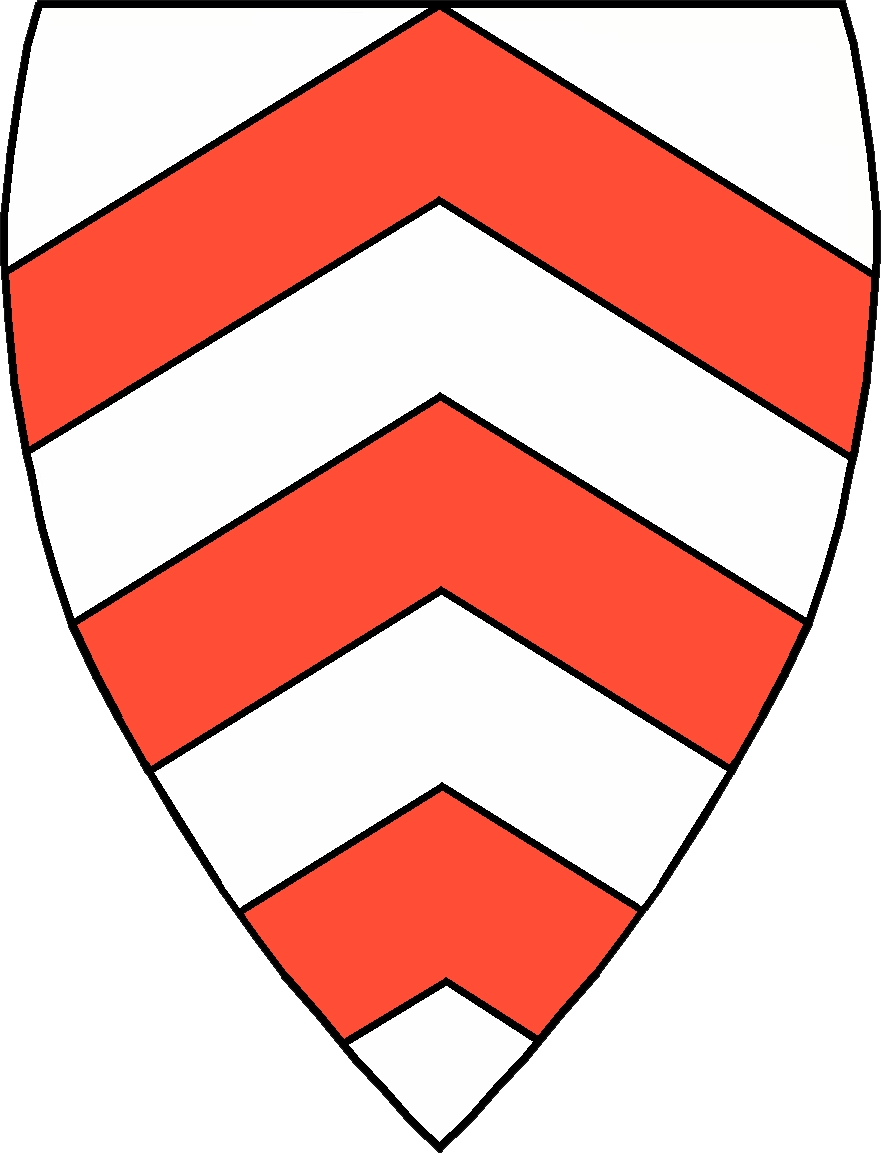
Armoiries du comté de Ravensberg.

En héraldique, le chevron est la pièce honorable ou de premier ordre qui se présente comme deux branches inclinées en diagonale à droite et à gauche de l'axe vertical de l'écu, qui se rejoigne en une pointe (en forme de compas à demi-ouvert ou V renversé), correspondant à la fusion d'une demi-bande et d'une demi-barre.

## Forme et usage
La pointe se trouve généralement au point d'honneur  (ou anciennement parfois jusqu'au sommet du champ). Ces branches ne doivent pas dépasser une largeur de 2/7 de la largeur de l'écu.
L'origine du chevron (éperon de l'ancien chevalier, barrière de lice des anciens tournois)[Interprétation personnelle ?] et son symbolisme (symbole de protection et de conservation, de vaillance guerrière, de constance et de fermeté) ont reçu différentes interprétations,.
Un chevron étroit est également appelé étai ou chevronnel lorsqu'il est réduit à la troisième ou quatrième partie de sa largeur.
De nombreux attribut peuvent être associés au chevron, modifiant sa position ou sa forme. Comme par exemple, s'il se trouve posé dans une situation plus basse qu'à l'ordinaire, le chevron est abaissé. Une position fréquente est le chevron avec la pointe en bas : ce qui se blasonne renversé. Si le chevron est privé du carré formant la pointe, il est dit brisé, si une branche présente une interruption, il est dit rompu. Si la pointe d'un chevron est "rabotée" horizontalement, il est dit écimé. Lorsque les bases du chevron ne touchent pas le bord de l'écu, il est dit alésé. De même, ses lignes de bordure peut prendre différentes modifications tels que crénelé, ondé, dentelé etc.

## Exemples

Armoiries cardinalices de Richelieu : D'argent, à trois chevrons de gueules surmontés d'une couronne ducale et d'un chapeau de cardinal[10].
Famille Larrondo : D'argent à trois chevrons courbés d'azur.
Vendranges : D'or au pal d'azur, au chevron diminué et renversé, brochant de l'un en l'autre.
Bielefeld : En champagne, un écu chevronné de six pièces d’argent et de gueules (comté de Ravensberg). .
Philippe de Bourgogne : D'or aux armes de Bourgogne ployées en chevron brochant. .
Deiningen : Un contre-chevron latéral de l'un en l'autre. .
Famille Aldude : D'or au chevron dentelé d'azur.
Chevrons de Hanau, comme dans le comté de Hanau-Münzenberg.
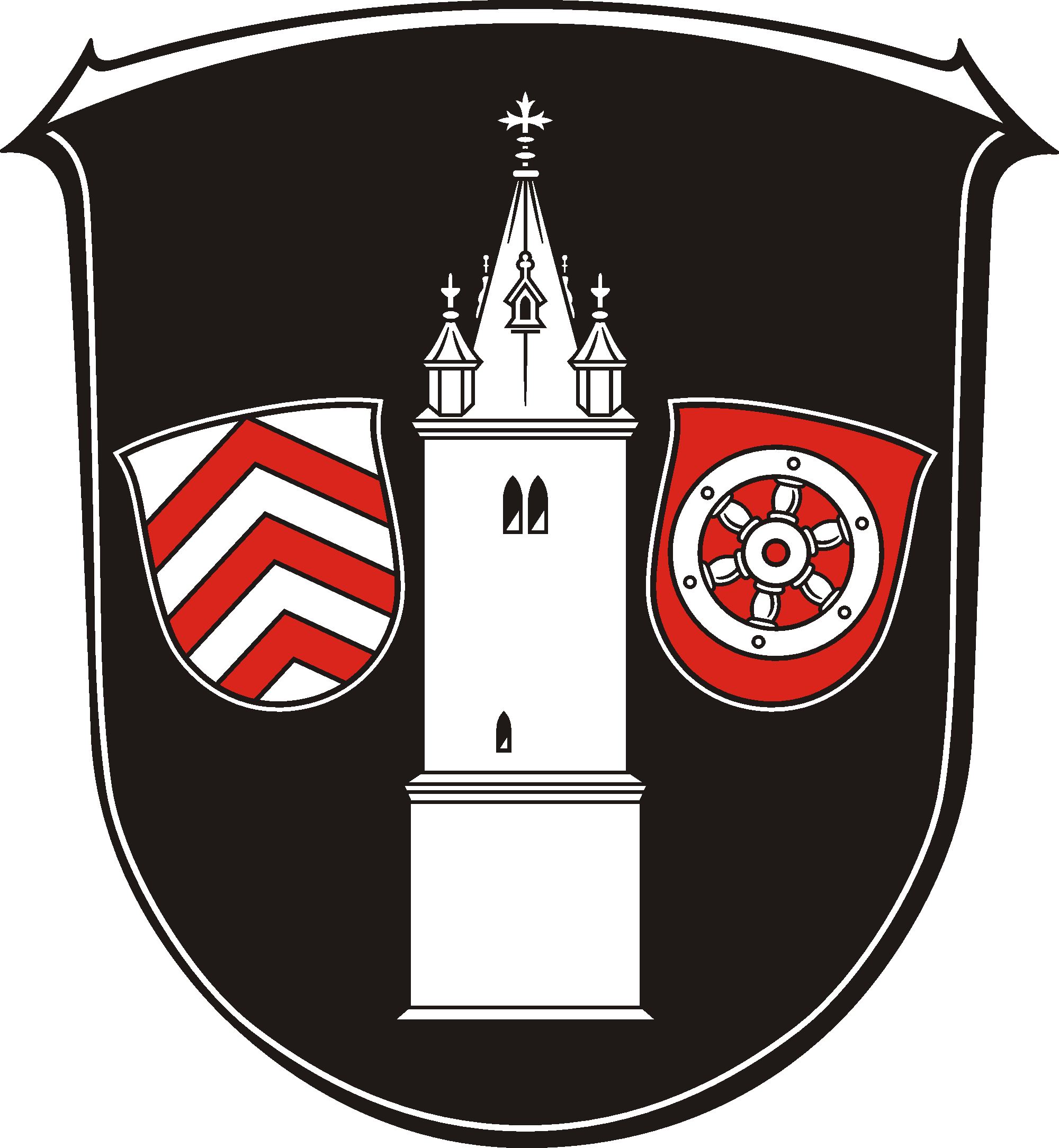
Nieder-Roden : Chevrons d'Eppstein.
Andrezel : De sable à trois chevrons brisés d'or.
Maison de Chevron-Villette : D'azur au chevron d'or chargé d'un chevron de gueules.
Maison de La Rochefoucauld : Burelé d'argent et d’azur, à trois chevrons de gueules brochant sur le tout, le premier écimé.
Antoine Coëffier de Ruzé d'Effiat : De gueules, au chevron fascé-ondé d'argent et d'azur de six pièces.
Sallanches : De gueules au chrevon ondé versé d'argent.
Oppède : D'azur aux deux chevrons d'argent rompus, le premier à dextre et le second à senestre.
Bad Wünnenberg : Chevron en diamant de gueules.
Aumont : D'or au chevron d'azur, accompagné en chef de deux croissants du même et en pointe de deux chevrons alésés aussi d'azur.

Blasonnement fautif ou ambigu : courbé.
- Vendranges : D'or au pal d'azur, au chevron diminué et renversé, brochant de l'un en l'autre.
- Bielefeld : En champagne, un écu chevronné de six pièces d’argent et de gueules (comté de Ravensberg).

Blasonnement fautif ou ambigu : champagne.
.
- Philippe de Bourgogne : D'or aux armes de Bourgogne ployées en chevron brochant.

Blasonnement fautif ou ambigu : ployé.
.
- Deiningen : Un contre-chevron latéral de l'un en l'autre.

Blasonnement fautif ou ambigu : contre-chevron.
.
- Famille Aldude : D'or au chevron dentelé d'azur.
- Chevrons de Hanau, comme dans le comté de Hanau-Münzenberg.
- Nieder-Roden : Chevrons d'Eppstein.
- Andrezel : De sable à trois chevrons brisés d'or.
- Maison de Chevron-Villette : D'azur au chevron d'or chargé d'un chevron de gueules.
- Maison de La Rochefoucauld : Burelé d'argent et d’azur, à trois chevrons de gueules brochant sur le tout, le premier écimé.
- Antoine Coëffier de Ruzé d'Effiat : De gueules, au chevron fascé-ondé d'argent et d'azur de six pièces.
- Sallanches : De gueules au chrevon ondé versé d'argent.
- Oppède : D'azur aux deux chevrons d'argent rompus, le premier à dextre et le second à senestre.
- Bad Wünnenberg : Chevron en diamant de gueules.
- Aumont : D'or au chevron d'azur, accompagné en chef de deux croissants du même et en pointe de deux chevrons alésés aussi d'azur.